# دهستان جوشقان قالی
دهستان جوشقان قالی نام دهستانی در بخش قمصر شهرستان کاشان، استان اصفهان در ایران است. براساس سرشماری مرکز آمار ایران در سال ۱۳۸۵، جمعیت آن ۱۴۲ نفر (۵۰ خانوار) بوده‌است.